# Vilas (Dél-Dakota)
Vilas város az Amerikai Egyesült Államok Dél-Dakota államában, Miner megyében. Lakosainak száma 29 fő (2020. április 1.).

## Népesség
A település népességének változása:
| Lakosok száma | 20   | 19   | 29   |
|               | 2010 | 2013 | 2020 |